# مؤامرة ديسبارد
مؤامرة ديسبارد كانت مؤامرة فاشلة للثوار البريطانيين عام 1802 بقيادة العقيد إدوارد ديسبارد، وهو ضابط سابق في الجيش ومسؤول بالمستعمرة. برهنت الأدلة المقدمة في المحكمة أن ديسبارد خطط لاغتيال الملك جورج الثالث والاستيلاء على نقاط القوة الرئيسية في لندن مثل بنك إنجلترا وبرج لندن تمهيدًا لانتفاضة أوسع من قبل سكان المدينة.
اكتشفت السلطات المؤامرة، مما أسفر عن محاكمة وإعدام ديسبارد وستة من المتآمرين معه بتهمة الخيانة العظمى. وحضر إعدام ديسبارد في 21 فبراير 1803 حشد كبير يقدر بحوالي 20000 شخص، وهو أكبر تجمع للجمهور حتى جنازة اللورد نيلسون بعد عامين من معركة ترافلغار.

## قائمة المصادر
- Conner, Clifford D., Colonel Despard: The Life and Times of an Anglo-Irish Rebel Combined Publishing 2000.
- Jay, Mike. The Unfortunate Colonel Despard. Bantam Press, 2005.